# Граф де Фуэнсальданья
Граф де Фуэнсальданья — испанский дворянский титул. Он был создан королем Испании Филиппом II 13 января 1584 года для Хуана Переса де Виверо и Меркадо, 5-го виконта де Альтамира и кавалера Ордена Сантьяго.
Название графского титула происходит от названия муниципалитета Фуэнсальданья в провинции Вальядолид (автономное сообщество Кастилия-Леон).
В настоящее время владельцем титула является Хуан Мигель Осорио и Бертран де Лис, 17-й граф де Фуэнсальданья.

## Графы де Фуэнсальданья
|                                             | Титул                                               | Период                                      | Дом                                         |
| Креация создана королем Испании Филиппом II | Креация создана королем Испании Филиппом II         | Креация создана королем Испании Филиппом II | Креация создана королем Испании Филиппом II |
| ------------------------------------------- | --------------------------------------------------- | ------------------------------------------- | ------------------------------------------- |
| 1-й                                         | Хуан Перес де Виверо и Меркадо                      | 1584—1610                                   | Дом де Виверо                               |
| 2-й                                         | Хуан Перес де Виверо                                | ? — ?                                       | Дом де Виверо                               |
| 3-й                                         | Алонсо Перес де Виверо и Менчака                    | ок. 1603—1661                               | Дом де Виверо                               |
| 4-й                                         | Луис Перес де Виверо и Менчака                      | 1661—1664                                   | Дом де Виверо                               |
| 5-й                                         | Алонсо Манрике де Солис и Бомонт                    | 1664—1683                                   | Дом де Солис                                |
| 6-й                                         | Маркос Фернандес де Солис, Манрике и Виверо         | 1683—1709                                   | Дом де Солис                                |
| 7-й                                         | Хуан Антонио Фернандес, Манрике де Лара и Карвахаль | 1709—1721                                   | Дом Манрике                                 |
| 8-й                                         | Алонсо Фернандес Манрике де Лара и Сильва           | 1709—1737                                   | Дом Манрике                                 |
| 9-й                                         | Мануэль Хосе Осорио Вега Энрикес де Гусман          | 1737- ?                                     | Дом Осорио                                  |
| 10-й                                        | Франсиско Хавьер Осорио и Гусман                    | ? -1747                                     | Дом Осорио                                  |
| 11-й                                        | Мануэль Хуан Осорио Веласко Гусман и Вега           | 1747—1793                                   | Дом Осорио                                  |
| 12-й                                        | Мануэль Мигель Осорио и Спинола                     | 2015—1813                                   | Дом Осорио                                  |
| 13-й                                        | Николас Осорио-и-Сайяс                              | 1813—1866                                   | Дом Осорио                                  |
| 14-й                                        | Хосе Исидро Осорио и Сильва-Базан                   | 1866—1919                                   | Дом Осорио                                  |
| 15-й                                        | Мигель Осорио и Мартос                              | 1919—1942                                   | Дом Осорио                                  |
| 16-й                                        | Бельтран Альфонсо Осорио и Диес де Ривера           | 1942—1994                                   | Дом Осорио                                  |
| 17-й                                        | Хуан Мигель Осорио и Бертран де Лис                 | 1994 — настоящее время                      | Дом Осорио                                  |

## История графов де Фуэнсальданья

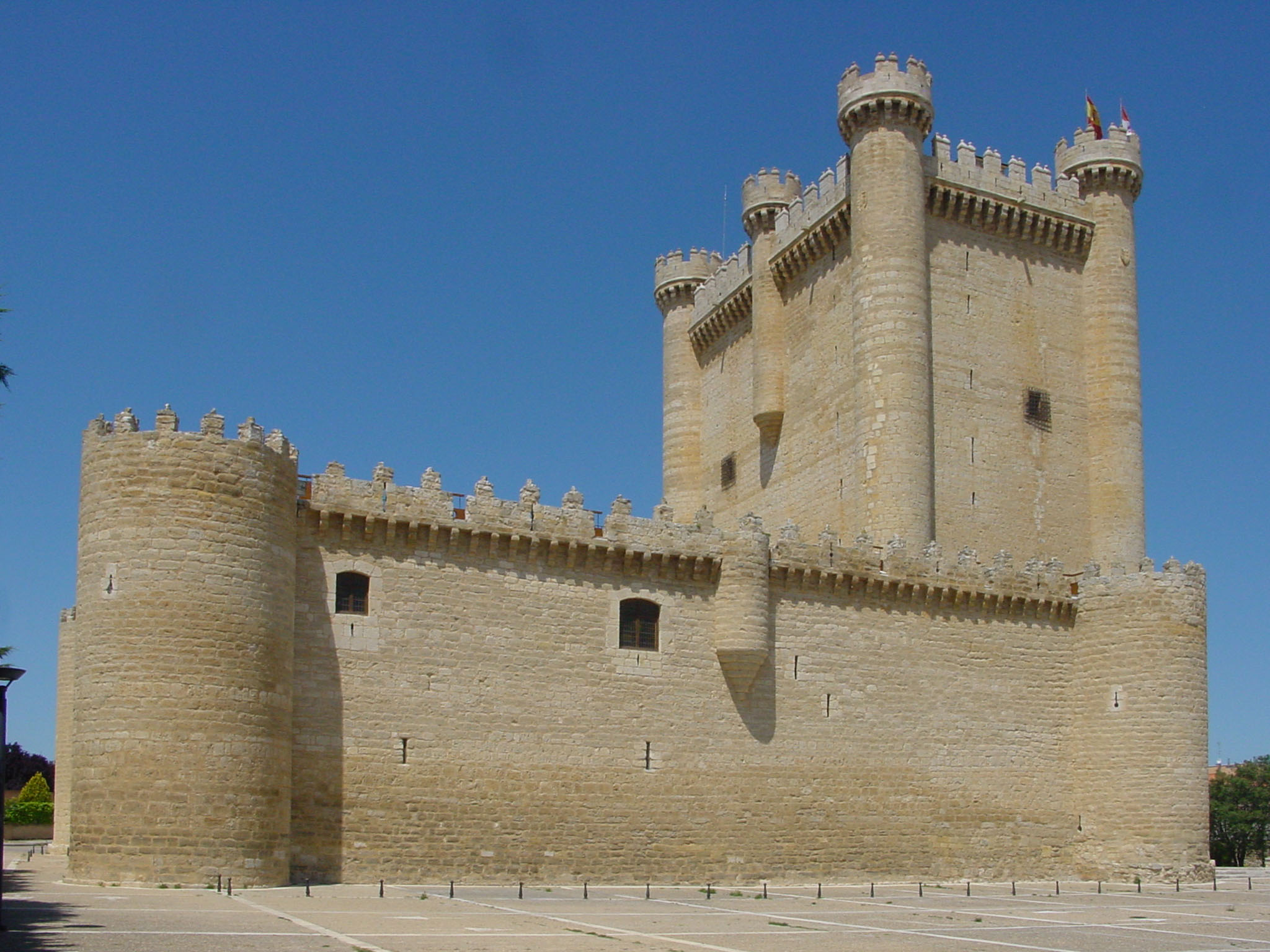
Замок Фуэнсальданья

- Хуан Перес де Виверо и Маркадо (? −1610), 1-й граф де Фуэнсальданья.

- Хуан Перес де Виверо (? -?), 2-й граф де Фуэнсальданья. Ему наследовал его сын.

- Алонсо Перес де Виверо и Менчака (ок. 1603—1661), 3-й граф де Фуэнсальданья. Ему наследовал его брат.

- Луис Перес де Виверо и Менчака (1608—1664), 4-й граф де Фуэнсальданья.

- Алонсо Манрике де Солис и Виверо (? — 1683), 5-й граф де Фуэнсальданья. Ему наследовал его двоюродный брат.

- Маркос Фернандес де Солис, Манрике и Виверо (? −1709), 6-й граф де Фуэнсальданья. Ему наследовал его внук.

- Хуан Антонио Фернандес, Манрике де Лара и Карвахаль (? −1721), 7-й граф де Фуэнсальданья. Его сменил его сын.

- Алонсо Фернандес Манрике де Лара и Сильва (1672—1737), 8-й граф де Фуэнсальданья, 1-й герцог дель Арко.

- Мануэль Хосе Осорио Вега Энрикес де Гусман (1675- ?), 9-й граф де Фуэнсальданья, 6-й маркиз де Монтаос. Ему наследовал его сын.

- Франсиско Хавьер Осорио и Гусман (1709—1747), 10-й граф де Фуэнсальданья, 13-й маркиз де Альканьисес. Ему наследовал его сын.

- Мануэль Хуан Осорио Веласко Гусман и Вега (1734—1793), 11-й граф де Фуэнсальданья, 14-й маркиз де Альканьисес. Ему наследовал его сын.

- Мануэль Мигель Осорио и Спинола (1757—1813), 12-й граф де Фуэнсальданья, 7-й герцог де Сесто. Ему наследовал его сын.

- Николас Осорио и Зайес (1793—1866), 13-й граф де Фуэнсальданья, 15-й герцог де Альбуркерке. Ему наследовал его сын.

- Хосе Исидро Осорио и Сильва-Базан (1825—1919), 14-й граф де Фуэнсальданья, 16-й герцог де Альбуркерке. Ему наследовал его внучатый племянник.

- Мигель Осорио и Мартос (1886—1942), 15-й граф де Фуэнсальданья, 17-й герцог де Альбуркерке. Ему наследовал его сын.

- Бельтран Альфонсо Осорио и Диес де Ривера (1918—1994), 16-й граф де Фуэнсальданья, 18-й герцог де Альбуркерке. Ему наследовал его сын.

- Хуан Мигель Осорио и Бертран де Лис (род. 1958), 17-й граф де Фуэнсальданья, 19-й герцог де Альбуркерке.